# 시어도어 카진스키
시어도어 존 카진스키(영어: Theodore John Kaczynski, 1942년 5월 22일~2023년 6월 10일)는 미국의 수학자이자 테러리스트이다. 전형적인 백인 가정에서 자라나서, 하버드 대학교 수학과에서 학사, 미시간 대학교 대학원 수학과에서 석사와 박사학위를 취득했다. 25세에 캘리포니아 대학교 버클리 수학과 조교수로 근무했으며, 2년 후 사직하였다. 이후 '기술의 진보'가 인간을 망치는 주범이라 생각하여 이후 17여 년간 사업가, 과학자 등을 포함하여 무작위한 방식으로 사람들에게 편지 폭탄을 보내서 3명을 살해하고, 29명에게 부상을 입혔다. "유나바머"(Unabomber, university and airline bomber)라는 이름으로도 알려져 있다.
1995년 폭탄 희생자들과 언론사에 《산업 사회와 그 미래》라는 제하의 글을 보내, 자신의 글을 언론에 싣지 않는다면 폭탄 테러를 멈추지 않겠다고 협박했다. FBI는 이를 "유나바머 선언문"으로 부르기도 하였다. 결국 FBI의 수사와 더 이상의 살상을 막으려는 동생의 신고로 검거되었고, 가석방 없는 무기징역을 선고받아 수감되었다가 2023년 6월 10일에 자살로 생을 마감했다.

## 생애
1942년 5월 22일 미국 일리노이주 시카고에서 폴란드계 이민 2세대인 시어도어 리처드 카진스키와 완다 돔백 부부 사이에서 태어났다. 아버지는 소시지 공장에서 일하였으며, 어머니는 전업 주부였지만, 나중에는 대학에서 다시 공부해서 교육학 학사학위를 받았을 정도로 교육을 중요하게 생각했다. 그러나 그녀는 아이에게 다른 아이와 어울리지 못하는 성향을 발견했고, 카잔스키는 이 시기를 자신이 가족들과 아이들에게 언어적, 심리적 학대를 받았던 때라고 기억했다. 그는 고등학교를 졸업할 때까지 친구나 이성과 교제하지 못했고, 이 시기를 학부모와 학교 그리고 학생들에게 무기력하고 강력한 분노를 느꼈던 때라고 진술했다.
그러나 그는, 학교 성적이 아주 좋아서 학교 선생님들로부터 천재라는 소리를 자주 들었다. 훗날 형을 신고하게 되는 그의 동생 데이비드 역시 컬럼비아 대학교에 입학할 정도의 수재였다. 테러리스트가 된 형과는 달리 데이비드는 사회사업가로 특히 노숙 아동과 유나바머 피해자를 돌보는 일을 한다.
그는 1959년 장학금을 받고 16세의 나이에 하버드 대학교 수학과에 입학하였다. 그러나 곧 자신이 더 이상 다른 사람들보다 똑똑하지 않다는 사실에 큰 충격을 받았다. 이 시기에 그는 가족과 떨어져서 숲속에 혼자 살았는데 그는 여자친구를 사귀지 못한것에 대한 굉장한 상처가 있었다. 전문가와의 심리 진술에서 여성과의 관계에 집착한 것은 이 때문이기도 하였다.  그는 한때 강력한 성적 충동을 지속해서 느꼇고 스스로 여성이 되고 싶다는 환상이 있었는데, 의사를 찾아가지만 원하지 않는 상황과 부끄러움에 그는 정신과 의사를 죽이고 싶어했다. 그리고 카잔스키는 이 일을 자신의 인생에 있어서 가장 중요한 지점으로 여기는데 그는 이렇게 진술했다. 이후 그는 여성들과의 관계에 매번 실패했고 분노로 인해 여성에게 칼을 들고 찾아가기 까지 하였으나 범행에는 실패했다. 후일 그의 변호사 등은 재학 중에 심리학자 헨리 머레이(Henry Murray)의 실험에 참가한 것이 그의 심리를 공격적으로 만든 것이라고 주장했지만, 카진스키 자신은 실험이 삶에 별다른 영향을 끼친 적이 없다며 부정했다. 그는 1964년 졸업 이후 미시간 대학교에 입학하여 석·박사 학위를 취득했고, 1967년 완성된 박사학위 논문은 대학 내의 상을 수여받는 등 뛰어난 평가를 얻었다. 그는 1967년 당해에 25세의 나이로 캘리포니아대 버클리에서 최연소 조교수가 되었다.

## 유나바머
1969년 그는 2년 만에 갑작스레 교수직을 사임하고 곧 몬태나의 집으로 돌아와 가족과 함께 2년 남짓 지냈다. 이후 1971년 몬태나 주의 숲 속으로 들어가 오두막에서 문명을 등진 채 혼자 생활하기 시작했다. 그는 가족들과 어떤 부분에서 원만히 지내지 못했고 그의 동생은 카잔스키의 정신적 불안정함을 알고 있었다. 그래서 본인의 형이라면 유나바머가 했을 일들을 저질렀을 수 있다고 생각했고, 여기에 정황적인 증거를 의심해 신고했다고 훗날 진술했다. 이후 그는 사람들을 피해 문명을 멀리하고 원시적인 자급자족의 생활을 시도한 것으로 보인다. 이 시기 그는 자신의 기록에 사람들과 사회에 대한 강력한 분노를 썼다.
그는 그렇게 수년 동안 고립생활을 보내다가 1978년부터 우편물 폭탄 테러를 벌이기 시작했다. 대학 연구소와 공항이 주요 타깃이어서 유나(un+a)바머라 불린 그의 16차례에 걸친 테러로 3명이 숨졌고, 23명이 실명 등 부상을 입었다.
최초의 테러 피해자는 노스웨스턴 대학교의 대학원생과 경비원이었고, 1979년 그의 우편물이 비행기로 배달되는 도중 폭발하여 12명의 승객이 부상을 입는 일이 발생하자 FBI가 관여하여 수사에 착수하기 시작했다. 이에 카진스키는 유나이티드 항공의 사장 퍼시 우드(Percy Wood)에게 폭발물을 보내며 악명을 높였다. 그의 폭발물은 시간이 갈수록 강력해져 갔고, 타겟은 여러 유명 대학의 교수들에게 집중되었다. 1985년에는 새크라멘토에서 컴퓨터 상가 업주가 폭발물로 목숨을 잃으면서 최초의 사망자가 발생하였고, 1994년과 1995년에는 일반인 2명이 폭발물로 사망하였다.

## 선언문 기고
1995년 그는 산업 사회와 그 미래(Industrial Society and Its Future)라고 이름붙은 긴 선언문을 언론에 보내어 신문에 기재할 것을 요구한 바 있다. 이에 요구를 받아들여야 할지를 놓고 논란이 있었으나 FBI 측이 유나바머의 정체를 특정하는 데 도움이 될 것이라고 보아 출간할 것을 추천했다. 곧 워싱턴포스트가 1995년 9월 19일 그의 특별 기고문을 출판하였다.

### 선언문의 내용
그의 글을 이끄는 주제는 산업혁명을 통해 등장한 기술 사회에 대한 비판이다. 크게 다섯 가지의 주장으로 이루어져 있다.
1. 현대 기술은 분리할 수 없는, 인간의 통제에서 벗어난 자기영속적 ‘체제’이다.
2. 인간은 생물학적으로, 심리적으로 기술 사회에 적응할 수 없다.
3. 기술 체제의 발전은 필연적으로 재앙으로 이어질 것이다.(예: 인간성의 파괴 또는 체제에 대한 완전한 예속)
4. 기술 체제를 통제하는 것은 불가능하기 때문에, 개혁할 수도 없다. 재앙을 피하기 위해서는 체제를 혁명적으로 전복시킬 필요가 있다.
5. 좌파 사회운동은 기술의 문제로부터 주의를 분산시키는 일종의 유사반란이다.

## 체포와 수감
한편 그의 선언문은 시어도어 카진스키의 동생인 데이비드 카진스키에게 유나바머의 정체가 바로 자신의 형임을 의심하게 하는 결정적인 계기가 되었다. 결국 데이비드는 FBI에 글의 요지와 문체가 자신의 형의 것과 유사하다는 제보를 보내었고 1996년 4월 카진스키는 그의 오두막집에서 체포됐다. 그는 ‘정신이상’을 변론 전술로 삼자는 변호인단의 제안을 극도로 싫어했으며, 자신의 정신 상태에는 이상이 없다고 주장했다. 그는 1998년, 가석방 없는 무기징역을 선고 받았다. 그는 매우 높은 수준의 보안으로 잘 알려진 ADX 플로렌스 교도소에 수감되어 있다가 건강상의 문제로 2021년 12월 14일 노스캐롤라이나주 버트너 연방교도소의 의료센터로 이송되었다.
수감 중에도 그는 여러 편의 에세이들과 두 권의 책을 썼다. 미국 정부는 책 출간을 막으려 했지만 연방법원은 언론의 자유를 더 중요하게 평가했고, 대신 인세 전액을 피해자와 유족 보상금으로 쓰도록 판결했다.